# Mariya Hrynishyna
Mariya Hrynishyna (9 ottobre 2008) è una nuotatrice artistica ucraina.

## Biografia
Nel 2024 ha partecipato ai Campionati mondiali juniores di nuoto artistico a Lima, in Perù, classificandosi quarta nella gara a squadre programma tecnico con un punteggio di 297.8125 punti il 28 agosto, e sesta nel programma libero con 327.0209 punti il 1º settembre.
Nel 2025 ha preso parte alla Coppa del Mondo di nuoto artistico, esordendo l’11 aprile nella tappa di Hurghada, in Egitto, dove ha gareggiato in due specialità: ha ottenuto l’ottavo posto nella gara a squadre programma tecnico con 212.5467 punti e il settimo posto nel duo femminile programma libero con un punteggio di 223.7408. Successivamente, il 1º maggio, ha partecipato alla tappa canadese della Coppa del Mondo, ottenendo il sesto posto nella gara a squadre programma tecnico con un punteggio di 258.5574.

## Palmarès
- Europei

Funchal 2025: argento nella gara a squadre (programma tecnico)